# Japanische Internationale Schule München
Die Japanische Internationale Schule München e. V. (japanisch ミュンヘン日本人国際学校 Myunhen Nihonjin Kokusai Gakkō, JISM) ist eine private, vom japanischen Bildungsministerium als Grund- und Mittelschule staatlich anerkannte und von der Regierung von Oberbayern als Volksschule staatlich genehmigte Schule in München-Sendling.

## Geschichte
Die Schule wurde 1994 vom Japanclub München und Vertretern japanischer Firmen gegründet und in einer umgebauten Turnhalle in der Kistlerhofstraße eröffnet. Zum Zeitpunkt der Eröffnung hatte die Schule 20 Schüler. Im Jahr 2001 war die Schülerzahl auf 120 gestiegen. Im gleichen Jahr wurde auf einem rund 4.100 Quadratmeter großen Grundstück ein viergeschossiger Flachbau aus Stahlbeton nach neuesten schulpädagogischen Erfordernissen errichtet. Die Baukosten betrugen 14,5 Millionen Mark, finanziert von der japanischen Regierung, der Regierung von Oberbayern, aus Spenden der japanischen und deutschen Industrie sowie aus Eigenmitteln.

## Unterricht
Die Unterrichtsfächer unterscheiden sich kaum von denen deutscher Schulen. Grundlage ist der japanische Lehrplan, damit sich die Kinder nach ihrer Rückkehr in Japan problemlos in die dortigen Schulen einfügen können. Das Schuljahr beginnt wie in Japan üblich nach vierwöchigen Ferien im April. Sowohl die japanischen als auch die deutschen Feiertage sind unterrichtsfrei. Auch Kinder anderer Nationalität können die Schule besuchen, Voraussetzung ist allerdings die Beherrschung der japanischen Sprache. Umgekehrt können die japanischen Kinder auf weiterführende deutsche Schulen wechseln, wenn ihre Deutschkenntnisse ausreichen.
Das Japanische Institut in München e. V., JIM (japanisch ミュンヘン日本語補習授業校 Myunhen Nihongo Hoshū Jugyō Kō, deutsch ‚Ergänzungsschule München‘), hält einen Teil seines Unterrichts im Gebäude der Japanischen Schule München ab, wenn der Unterricht nicht am gewohnten Standort stattfinden kann.